# عبيد بن عبد الملك بانافع
عبيد بن عبد الملك بانافع (932 - 1006 هـ) شيخ وعالم ومنصب ديني في منطقة العوالق. كان له مظهر روحي كبير في بلاد العوالق، وكانت القبائل تهابه وتحترم مقامه وصلحه، ولا يكاد أحد يخالفه في شيء.

## نسبه
عبيد بن عبد الملك بن عبد الرحمن بن محمد بن أبي بكر بن نافع بن محمد بن أبي بكر بن نافع بن إبراهيم بن علي بن احمد بن محمد بن إبراهيم بن عبدالرحيم بن نافع بن إبراهيم بن الحكم بن ابان بن عفان بن ابان بن عثمان بن عفان.

## مولده ونشأته
ولد بوادي يشبم في شبوة سنة 932 هـ في عائلة من عائلات المشايخ أهل العلم والجاه، ووالدته فاطمة بن علي بادبيج. واعتنى به أهله ووجهوه إلى تعلم القرآن ولقنوه الآداب وحسن الأخلاق واحترام الأولياء. وكان ميالا بطبعه إلى المطالعات والمراجعات في كتب العلم وقراءة كتب التفسير وعلومه، أما كتب التصوف والرقائق فكان مقبلا على قراءتها ومطالعتها منها «الرسالة القشيرية» و «روض الرياحين» و «الإرشاد» وغيرها. وكان له استئناس لأصوات السماع وحضور حضرات الذكر منذ صباه حتى أنه كان يبذل جهده في إحيائها وجمع العديد من الأقران على ذلك.

## شيوخه
انتفع بجملة من المشايخ الذين كان لهم الأثر الكبير في تقويم عزيمته وارتقاء همته، خصوصا في بداية الطلب والأخذ، منهم:
| - ربيع بن عمر البريكي - معروف بن عبد الله باجمال | - إبراهيم بن عبد الله باهرمز - أحمد بن عبد اللطيف باجابر - عبد الغفار بانافع | - عبد الرحمن بن أحمد باعباد - أبو بكر بن سالم صاحب عينات - أحمد بن حسين العيدروس | - أحمد بن علوي باجحدب - حسين بن عبد الله بافضل - محمد بن حسن السكران |

## تلاميذه
اتسعت دائرة التلقي على يد الشيخ عبيد بعد ظهوره في ناحية بلاد العوالق، واشتهر صيته ووفد إليه المريدون من نواحي الأرض لطلب العلم وأخذ الطريق والتبرك بالارتباط به. منهم:
| - محمد الغزالي بن عبد الله الغزالي - حسين بن عبد العليم بانافع - علي بن عبد العليم بانافع - أخوه أحمد المكنون بن عبد الملك بانافع | - عبد الوهاب بن حسن بن عبد الحق - حسن بن علي بلحاج باجفير - ربيع بن مرشد - نافع بن فرحان آل زيتون | - أحمد بن عبد الهادي بلجفار - ثابت بن محمد بن عبد الصمد - عبد الله بن عبد الله بامخيرم - سالم باقطيان | - سالم بن فاضل - سلامة بن مسعود - أحمد الرفاعي بن ربيع بن عمر البريكي - حيدرة المقهوي |

## تأثيره
كانت حياة الشيخ عبيد نموذجا من نماذج الدعوة إلى الله في بلاد العوالق وما حولها، تحت راية مدرسة السادة بني علوي القاطنين بحضرموت، وخصوصًا بعد ظهور الشيخ أبي بكر بن سالم، الذي ارتبط به الشيخ عبيد واتصل بأسانيده وصار منسوبًا إليه، وأرسى الشيخ عبيد في بلاد العوالق مدرسة وطريقة حضرموت مع غاية من المظهر الروحي النافذ، ووجه العشرات من أهل تلك البلاد ومن قبيلته أيضا لطلب العلم بحضرموت، فتمكن بذلك سير الطريقة وتخرج الكثير من أولئك المشايخ من تريم وعينات وسيئون والغرفة والمسيلة، وعادوا وانتشروا في يشبم والصعيد ونصاب وأحور والمحفد وغيرها، وتولوا مهمة القضاء والتدريس والإمامة والخطابة والإصلاح بين الناس.
وتوطدت له سلطة روحية نافذة على القبائل والدول، حتى أن السلطان صلاح بن باقب العولقي نقل سلطنته من يشبم إلى نصاب لمّا ظهر الشيخ عبيد بالمظهر الروحي الكبير في بلاد العوالق، وأُثر عن السلطان مقالته للشيخ عبيد معترفًا بحال الشيخ ومقامه ونفوذه: «لا يجتمع سَيفان في جَفِير». ومن حينها أصبحت نصاب عاصمة سلاطين العوالق، وبرز الشيخ عبيد في يشبم وما حولها حتى ذاع صيته في أطراف بلاد العوالق وصار له التلامذة والمريدون.

## وفاته
توفي في يشبم بعد العشاء من ليلة الخميس السادس والعشرين من شهر صفر سنة 1006 هـ.

### استشهادات
1. ↑  المشهور، أبو بكر بن علي (1428 هـ). الطرف الأحور في تاريخ مخلاف أحور. عمان، الأردن: دار الفتح. ص. 121. {{استشهاد بكتاب}}: تحقق من التاريخ في: |تاريخ= (مساعدة)
2. ↑  العطاس، أحمد بن حسن (1435 هـ). السفينة المجموعة في أنساب بعض القاطنين في حضرموت ومساكنهم. المكلا، اليمن: دار حضرموت. ص. 113. {{استشهاد بكتاب}}: تحقق من التاريخ في: |تاريخ= (مساعدة)
3. ↑  العولقي، علوي عمر بن فريد (2004). تاريخ قبائل العوالق وأثره في الإعلام المعاصر. دمشق، سوريا: دار قتيبة للطباعة والنشر. ج. الجزء الأول. ص. 88.